# Tyler Stone
Tyler Stone (Memphis, 8 settembre 1991) è un cestista statunitense.